# Tramvajska linija št. 3 (Szczecin)
Tramvajska linija številka 3 (Las Arkoński – Pomorzany) je ena izmed 12 tramvajskih linij javnega mestnega prometa v Szczecinu. Povezuje Arkońskie-Niemierzyn in Pomorzany. Ova linija je začela obratovati 1897.

## Trasa
Las Arkoński ↔ Pomorzany
Arkońska – Niemierzyńska – Krasińskiego – Wyzwolenia – Niepodległości – Dworcowa – Nowa – Kolumba – Chmielewskiego – Smolańska